# روبي همر
روبي همر (بالإنجليزية: Ruby Hammer)‏ هي فنانة مكياج نيجيرية، ولدت في 10 ديسمبر 1961 في نيجيريا.

## وصلات خارجية
- الموقع الرسمي
- روبي همر على موقع IMDb (الإنجليزية)